# Свинг (музыкальный термин)
Свинг (англ. swing — покачивание) — джазовый ритмический рисунок, при котором первая из каждой пары играемых нот продлевается, а вторая сокращается.
Свинг — качание, размах. Одно из важнейших выразительных средств джаза в целом, связанное с комплексом приёмов и приобретающее различный характер в разных джазовых стилях. Заключается в наличии метроритмической пульсации, при которой возникают отклонения ритмики в различных пластах фактуры от основных метрических долей граунд-бита. Средство создания напряжённости, внутренней конфликтности.
В большинстве разновидностей классического джаза существует соглашение, при котором в паре нот, записанных как ноты одинаковой длины, первая нота играется длиннее второй немного больше чем на половину, воспринимаясь на слух как триоль, вторая нота как правило имеет небольшой акцент.
Свинговый ритм перешёл из джаза и в ранний рок-н-ролл (пример — Rock Around the Clock, That'll Be the Day, No Particular Place To Go), но в нём он не получил распространения, хоть иногда и встречается. Также данное построение зачастую встречается и в популярной музыке, в основном в таких стилях, как минимал-техно, психоделический транс, хардстайл, драм-н-бейс, фанки-хаус, реже R&B.